# Cristina (kommun)
Cristina är en kommun i Spanien.   Den ligger i provinsen Provincia de Badajoz och regionen Extremadura, i den centrala delen av landet, 270 km sydväst om huvudstaden Madrid. Antalet invånare är 561. Arean är 15,8 kvadratkilometer.
Terrängen i Cristina är platt.